# Moeche
Moeche 43°35′21,18″B 7°57′5,67″T / 43,58333°B 7,95°T là một borough of là một đô thị của Ferrolterra phía tây bắc Tây Ban Nha ở tỉnh A Coruña trong cộng đồng tự trị của Galicia. Dân cư Ferrolterra tập trung lớn thứ 3 Galicia, có dân số trên 211,000 (2005).

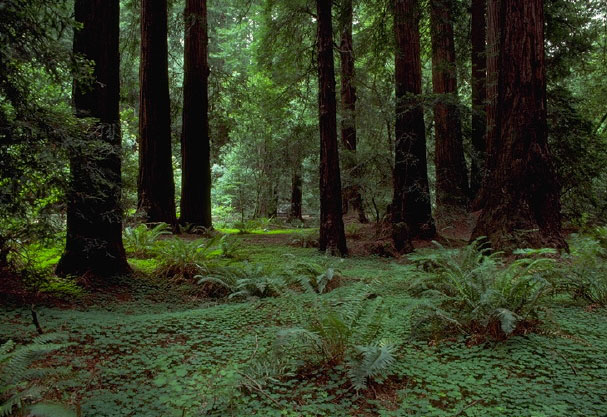
The "Fragas" of the River Eume National Park là một typical Atlantic Forest